# Morejski rat
Morejski rat (tal. Guerra di Morea) – poznat kao i Šesti osmansko-mletački rat – vodio se između Mletačke Republike i Osmanskog Carstva od 1684. do 1699. kao dio Velikog turskog rata. Vojne operacije kretale su se od Dalmacije (tada pod mletačkom upravom) do Egejskog mora, ali glavna ratna kampanja bila je mletačko osvajanje poluotoka Moreje (Peloponeza) u današnjoj južnoj Grčkoj. Na mletačkoj strani rat se vodio zbog osvete za gubitak Krete u Kadnijskom ratu (1645. – 1669.). To se dogodilo dok su Osmanlije bile upletene u svoju sjevernu borbu protiv Habsburške Monarhije – počevši s neuspjelim osmanskim pokušajem osvajanja Beča, prijestolnice Habsburške Monarhije i Svetog Rimskog Carstva, završavajući tako što su Habsburgovci osvojili Budim i cijelu Ugarsku, ostavljajući Osmansko Carstvo nesposobnim koncentrirati svoje snage protiv Mlečana. Kao takav, Morejski rat bio je jedini osmansko-mletački sukob iz kojeg je Mletačka Republika izašla kao pobjednik, osvojivši značajan teritorij. 

## Pozadina sukoba
Mletačka Republika držala je nekoliko strateški vrlo važnih otoka u Egejskom i Jonskom moru, uz dobro smještene utvrde duž obale grčkog kopna, po padu i komadanju Bizanta nakon Četvrtog križarskog rata.
Međutim rastom moći Osmanskog Carstva, tijekom 16. i ranog 17. stoljeća, oni su izgubili većinu levantskih posjeda, poput Cipra i Eubeje (Vojvodstvo Negropont) koji su pali pod Turke. 
Između 1645. i 1669. Mlečani i Osmanlije ratovali su međusobno u dugom i skupom ratu za Kretu za posljednji veliki mletački posjed u Egejskom moru - Kretu. 
Tijekom Kandijskog rata, mletački zapovjednik budući dužd Francesco Morosini, došao je u kontakt s grčkim ustanicima iz Moreje (Peloponez) - Maniotima, i počeo dogovore za zajedničke vojne akcije u Moreji. 
1659. godine Morosini se iskrcao u Moreji, i zajedno s Maniotima, zauzeo grad Kalamatu. Međutim, vrlo brzo je bio prisiljen pobjeći na Kretu, tako da taj prvi Morejski pothvat nije uspio. 
Kada je 1683. godine buknuo Veliki turski rat između Habsburške Monarhije i Osmanskog Carstva, velika osmanska vojska uputila se u pohod na Beč. Kao odgovor na tu prijetnju osnovana je druga Sveta liga 1684. Nakon velikog poraza što ga je doživjela osmanska vojska u bitki kod Beča 1683., Mlečani su htjeli iskoristiti ukazanu im priliku i napasti s juga oslabljeno i dezorganizirano Osmansko Carstvo. Zato je 25. travnja 1684. Presvijetla Republika objavila rat Osmanskom Carstvu
Mlečani su bili svjesni činjenice da će se morati oslanjati na svoje vlastite snage u tom sukobu. U pripremama za rat Mletačka je Republika osigurala financijsku i vojnu pomoć u posadama i brodovima od saveznika: Savojsko Vojvodstvo, Papinska država i Red sv. Stjepana. 
Pored toga, Mletačka Republika je organizirala veliku regrutaciju plaćenika po Italiji i njemačkim zemljama.

## Mletačka ofenziva

### Vojne operacije u Jonskom moru
Sredinom srpnja 1684. snažna mletačka flota isplovila je iz Jadrana i dojedrila do svojih utvrda na Jonskim otocima.
Prvi cilj flote bio je zauzeće otoka Lefkade (Santo Mauro), kojeg su Mlečani zauzeli nakon kraće opsade od 16 dana, 6. kolovoza 1684.
Mlečani su se tada uz pomoć grčkih ustanika otpočeli akcije na grčkom ozemlju, iskrcali su se na nasuprot Lefkadi u Akarniji.
Ubrzo je većina toga kraja bila pod mletačkom kontrolom, a krajem rujna uspjeli su zauzeti i posljednje turske utvrde u Preveza i Vonitsa. 
Ovi početni uspjesi bili su važni za Mlečana ne samo iz psiholoških razloga, zbog pouzdanja, već i zato što su tako osigurali svoju komunikaciju s Mletcima, i odbili mogućnost da Turci ugroze Jonske otoke i preko zapadne Grčke dopreme nove snage na Peloponez.
Ovi uspjesi ohrabrili su i mjesne Grke da se otvorenije pridruže Mlečanima u borbi protiv Turaka.

### Zauzeće Moreje
Nakon što si je dobro osigurao pozadinu tijekom prethodne godine, Morosini je počeo uspostavljati svoju mrežu doušnika po Peloponezu, među grčkim stanovništvom, posebice Maniotima, koji su se već stali otvoreno buniti protiv osmanske vlasti i tražili suradnju s Morosinijem, obećavši mu svoju pomoć.
Ismail paša, novi vojni zapovjednik Moreje, saznao je za te namjere i prodro na poluotok Mani (na Peloponezu) s 10.000 novih boraca osvježivši tako snage u tri glavna morejska garnizona, usput je natjerao grčke Maniote da mu predaju vlastite taoce da osigura njihovu lojalnost u budućim sukobima.
Zbog toga su Manioti suzdržani do 25. lipnja 1685., kad se snažni mletački odred od 8100 vojnika iskrcao pored bivše mletačke utvrde Koroni i napala na nju. Utvrda se predala nakon 49 dana opsade 11. kolovoza, a posada je masakrirana. Nakon tog uspjeha, Morosini se sa svojim vojnicima iskrcao kod grada 
Kalamate, u cilju poticanja Maniota na pobunu. Mletačka vojska ovaj put ojačana s 3300 saksonskih vojnika pod zapovjedništvom generala Degenfelda, porazila je turske snage od oko 10.000 ljudi kod Kalamate 14. rujna 1685., te je do kraja mjeseca, cijeli poluotok Mani i velik dio poluotoka Mesenija bili su pod mletačkom kontrolom.
U listopadu 1685. godine mletačka vojska povukla se Jonske otoke da prezimi (tad se tako ratovalo), tada je izbila kuga među posadom, kuga je bila redovita pojava i nekoliko sljedećih godina, i uzela je veliki danak u mletačkoj vojsci, posebice među vojnicima iz njemačkih zemalja.
U travnju sljedeće godine, Mlečani su uspjeli zaustaviti turski napad koji je zaprijetio poluotoku, uz pomoć pojačanja koja su došla od Papinskih zemalja i Toskane. 
Švedski najamnik maršal Wilhelm Otto Königsmarck imenovan je zapovjednikom kopnene snage mletačke vojske, dok je Morosini zadržao zapovjedništvo nad flotom.
Dne 3. lipnja 1686. maršal Königsmarck zauzeo je Pilos, i nastavio opsjedati utvrdu Navarin. Turske snage poslane u pomoć posadi Navarina pod komandom Ismail paše poražene su u bitci 16. lipnja, a već sljedeći dan predala se turska posada Navarina. Turskoj posadi i stanovništvu dopušteno je da se povuče u nedaleki Tripoli.
Mlečani su tada usmjerili svoje napade prema Argu i Nauplion, koji je tada bio najvažniji grad na Peloponezu. Mletačka vojska od skoro 12.000 ljudi, iskrcala se je kod Naupliona između 30. srpnja i 4. kolovoz 1686. Königsmarck je odmah poveo napad na neutvrđeno brdo Palamidi, koje je dominiralo nad gradom. I pored toga što su Mlečani zauzeli strateški važno brdo Palamidi, njihov položaj je ozbiljno ugrozio dolazak 7000 svježih turskih vojnika pod komandom Ismail paše u obližnji Arg. 
To nije obeshrabrilo Mlečane, oni su odlučno napali na tursku vojsku poslanu upomoć i uspjeli zauzeti Arg i prisiliti Ismail pašu na povlačenje u Korint. Sljedeća dva tjedna, od 16. kolovoza 1686. ,Königsmarckove trupe bile su prisiljene na odbijanje stalnih napada Ismail pašinih snaga, te na borbe sa zaostalim opkoljenim otomanskim garnizonima, ali i protiv najgoreg neprijatelja novih epidemija kuge.
Dne 29. kolovoza 1686. Ismail paša napao je na mletački logor, ali je teško poražen. Ovaj poraz pričuvnih snaga turske vojske prisilio je posadu Naupliona na predaju 3. rujna 1686.
Vijest o ovoj velikoj pobjedi dočekana je u Mletcima velikom radošću i slavljem. Nauplion je postao glavna mletačka utvrda, a vojska Ismail paše povukla se u Ahaju, turski garnizon u Korintu bitno je osnažen jer je on kontrolirao prolaz u središnju Grčku.
Unatoč velikim gubitcima u ljudstvu zbog epidemija kuge tijekom jeseni i zime 1686., Morosinijeve snage su popunjene dolaskom novih njemačkih plaćenika iz Hannovera u proljeće 1687. 
S tim pojačanjem Morosini je mogao poduzeti napade na posljednje veće osmanske utvrde na Peloponezu, grad Patras i utvrde na ulazu u Korintski zaljev Rion i Antirion. 
Dne 22. srpnja 1687., Morosini se s posadom od 14.000 ljudi iskrcao kod Patrasa, gdje se ustoličio novi otomanski zapovjednik Mehmed paša, koji je imao odred otprilike jednake veličine. Odmah po iskrcavanju napao je Mlečane, ne želivši im dati priliku da se priberu, ali je u borbi poražen i prisiljen na povlačenje. 
Tad se u turskim redovima raširila panika, te su Mlečani u svega par dana zauzeli sve značajnije utvrde; Patras, Rion, Antirion i Nafpaktos (Lepant) bez ikakvog otpora jer su ih njihove posade u panici napustile.
Ovaj novi vojni uspjeh izazvao toliku radost u Mletcima, da su Morosiniju i njegovim časnicima iskazane brojne počasti. Morosini je data titula Peloponnesiacus, a njegova brončana bista izložena je Velikoj dvorani Duždeve palače, što je bila počast koja se nikad do tada nije ukazala nekom još živućem sugrađanu.
Mlečani su nakon ovih uspjeha nastavili uništavati osmanske utvrde po Peloponezu, među posljednjima se predala ona u Korintu, 7. kolovoza, te ona u Mistri ( u Mesaniji), koja se predala nakon mjesec dana otpora. 
Tako je Peloponez bio pod potpunom Mletačkom kontrolom, osim utvrde Monemvasije na jugoistoku (Lakonija)  koja se još uvijek opirala sve do 1690. godine.

### Napad na Atenu i Negropont
Nakon svih ovih pobjeda kojima je očišćen Peloponez od Turaka, Morosini je odlučio napasti središnju Grčku, usredočivši svoje napore na dvije ključne turske utvrde Tebu i Halkidu (Negropont). 
Dne 21. rujna 1687. Königsmarck se sa snažnim odredom od 10.750 ludi iskrcao u Eleusinu, dok je mletačka flota ušla u luku Pirej. 
Pritisnuti s dviju strana Turci su vrlo brzo evakuirali grad Atene, ali garnizon i velik dio stanovništva povukao se na drevnu Akropolu. Mletačka vojska započela je s opsadom akropole, koja je trajala svega šest dana (od 23. – 29. rujna) ali koja je donijela teška razaranja antičkih spomenika. 
Turci su porušili Hram Atene Nike da bi na to mjesto postavili topovsku bitnicu, ali najveća šteta bila je razaranje Partenona. Turci su hram pretvorili u skladište baruta, te kada je uvečer 26. rujna 1687., ne baš bog zna koliko razorna granata iz mletačkog mužara pogodila zgradu, rezultat je bila strahovita eksplozija, koja je potpuno raznijela krov hrama, dobar dio zidova i kiparske dekoracije hrama. I pored gubitka gotovo 200 ljudi samo u toj eksploziji, Turci su se i dalje uporno branili sve dok im nije propao pokušaj spajanja s pomoćnim snagama koje su upućene iz Tebe, a koje su Mlečani odbili 28. rujna 1687. Nakon te vijesti turski garnizon se predao, pod uvjetom da mu se dopusti slobodan prolaz do maloazijske Smirne.
Unatoč zaposjedanja Atene, Morosinijev položaj nije bio siguran. Turci su ojačali svoj garnizon u Tebi, a njihova konjica učinkovito je kontrolirala čitavu Atiku, ograničavajući mletačko kretanje na okolicu Atene. U prosincu 1687. godine povukao se snažni Hannoveranski odred od 1400 ljudi, a nova epidemija kuge koja je izbila tijekom zime, bitno je oslabila njegove snage.
Zbog svih tih razloga Mlečani su bili prisiljeni da se povuku na sigurniji Peloponez u travnju 1688. godine. Prilikom povlačenja opljačkali su zatečene spomenike poput kipa Pirejskog lava, koji i danas krasi ulaz u mletački Arsenal.  
S Morosinijevim povlačenjem, povuklo se i nekoliko tisuća Grka, koji su se bojali turske odmazde te su prebjegli na Peloponez i na susjedne otoke
. U srpnju 1688. godine Morosini, ali ovaj put kao novoizabrani dužd, iskrcao se je na otok Eubeju i otpočeo opsadu grada Halkide (Negroponta). Mlečani su imali znatne snage od 13.000 vojnika i još 10.000 ludi na brodovima, protiv Otomanskog garnizona od 6000 ljudi koji 
su pružali otpor.
Međutim mletačka flota nije uspjela provesti potpunu blokadu utvrđenog grada (zbog suviše uskog kanala) a to je omogućilo snagama Ismail paše da i nadalje snabdjevaju opsjednutu tvrđavu preko tjesnaca Evripos. Mlečani i njihovi saveznici trpjeli su velike gubitke, naročito ih je pogodilo drugo izbijanje kuge, od čega je umro i general Königsmarck, 15. rujna 1688.
Nakon što mu je odbijen posljednji napad 12. listopada, Morosini je morao prihvatiti poraz i odustati od daljnjih napada 20. listopada 1688. nakon gubitka od 9000 ljudi, Morosinijeva flota napustila je Eubeju i uputila se u Arg. 
Neuspjeh kod Negroponta imao je teške posljedice na mletačke snage. Preostali njemački plaćenici napustili su mletački logor početkom studenog. Morosinijev neuspjeli napad na grad Monemvasiju 1689., i njegovo slabo zdravlje prisilili su ga da se vrati u Mletke.
Negropont je označio kraj mletačke nadmoći, i bio početak brojnih turskih protuofenziva.

## Osmanski preporod i protuofenziva
Uzastopni bolni porazi po Mađarskoj i Peloponezu imali su višekratne posljedice u Istanbulu. Sultan Mehmed IV. je svrgnut 1687. a na njegovo mjesto postavljen njegov brat Sulejman II. On je ispočetka bio zagovornik mirovnog rješenja međutim izbijanje neprijateljstva između dojučerašnjih saveznika u Rat Velike alijanse 1688. godine, i okretanje austrijskih snaga protiv Francuske, odvažilo je osmansko vodstvo da nastavi rat. 
Pod vodstvom puno sposobnijeg novog velikog vezira, Fazil Ahmed-paše Köprülüja, Turci su prešli u protunapad, no težište njihovih napora bilo je usmjereno na sjever protiv Austrije, Turci nisu imali dovoljno ljudi da preokrenu stanje na jugu u svoju korist.

### Uloga Limberakisa Gerakarisa
Godine 1688. Turci su potražili pomoć od ozloglašenog maniotskog odmetnika inače bivšeg mletačkog galiota Limberakisa Gerakarisa, kojeg su dotad držali zatočenog u Istanbulu. Oslobođen je i ustoličen za bega od Manija (poluotok na Peloponezu), dozvoljeno mu je da okupi vlastitu vojsku od nekoliko stotina ljudi, te se pridružio osmanskim snagama u Tebi.
Gerakaris je trebao odigrati važnu ulogu u budućem ratu, jer su njegovi drski i odvažni napadi na mletačke položaje i utvrde trebali biti glavna prijetnja mletačkoj sigurnosti.
Između turskih i mletačkih snaga stvorio se pojas ničije zemlje koji se protezao preko cijele središnje Grčke od osmanskih uporišta na istoku do mletačkih na zapadu.
Velik dio tog teritorija osobito planinska unutrašnjost Fokije i Euritanije bio je u rukama hajdučkih skupina sastavljenih od Grka, Albanaca i dalmatinskih dezertera iz mletačkih jedinica. Gerakaris je ispočetka pokušao nagovoriti ove skupine da se pridruže osmanskim snagama, ali nije imao uspjeha.
Godine 1689. poveo je prvi napad na Mesolongi, s miješanim vojskom od 2000 Turaka, Albanaca i Grka. Sljedeće godine osmanska vojska uspjela je uspostaviti kontrolu nad većim dijelom unutrašnjosti srednje Grčke. Istovremeno s tim, Mlečani su uspjeli zauzeli Monemvasiju posljednju tursku utvrdu u Moreji.
Godine 1692., Gerakaris je poveo osmansku invaziju Moreje, isprva je zauzeo grad Korint, a potom je bezuspješno opsjedao utvrde Akrokorint i Arg, nakon toga morao se povući kad su Mlečanima stigla pojačanja. 
Nakon što je obnovio napade na mletačke položaje u Moreji 1694. i 1695. godine Gerakaris je iznenada prešao na mletačku stranu (na nagovor generala general Steinaua). Međutim, njegovo surovo i divljačko ponašanje prema civilnom stanovništvu, kao i intrigantni položaj Bega od Mania, Vencija nije mogla zaboraviti i otrpjeti, zato je nakon jednog njegovog brutalnog napada i paleža grada Arta, u kolovozu 1696. Gerakis je uhićen i zatočen u Bresciji

### Sukobi u Epiru i mletački napadi na Kretu
Prvenstveno želivši pomoći grčkim pobunjenicima iz Epir kod gradića Himarë, i nakon nekih vojnih uspjeha u sjevernoj Albaniji i Crnoj Gori, mletačka flota krenula je u napad na turske jadranske luke, prije svega na utvrdu Valonu u Albaniji. 
Opsada Valone trajala je od 11-18. rujna 1690., i bila je uspješna jer je dovela do proširenja pobune na tom području. Međutim već početkom 1691. godine, oporavljaju se osmanske snage na tom području i pokreću veliku protuofenzivu u tom kraju, tako da već 14. ožujka 1691. to područje potpuno pokoreno.
1692. godine mletačka flota pod zapovjedništvom Domenica Moceniga napala je Kretu i opsjedala glavni grad Kandiju, istovremeno buknuo je ustanak kršćanskog stanovništva na otoku protiv Turaka. Unatoč svim naporima, mletački pokušaj ponovnog zauzimanja Krete nije uspio. Turci su čak uspjeli zauzeti mletačke utvrde na otoku Gramvousi zbog izdaje.

### Posljednja godina rata
Nadajući se da će ponovno pokrenuti mletačke uspjehe, Morosini se vratio na Moreju 1693. godine.  Međutim godine su učinile svoje, nije više mogao i umro je u Nauplionu 16. siječnja 1694.
Njegov nasljednik Zeno, prema savjetu svojih časnika, poveo je vojnu ekspediciju na bogati otok Hios, blizu maloazijske obale. Otok je zauzet vrlo lako, ali je ubrzo uslijedio snažan i žestok turski protuudar.
Nakon pomorske bitke kod otoka Inusesa u veljača 1695. i teškog mletačkog poraza, Mlečani su bili prisiljeni na ponižavajuće povlačenje s otoka Hija.
Turci su se odvažili i željeli ponovno preoteti Moreju ali ih je general Steinau odbacio natrag na početne položaje u Tebu. Istovremeno general Steinau uspio je u još jednoj značajnoj stvari, uvjerio je prevrtljivog Gerakarisa da prijeđe na mletačku stranu.

### Pomorske bitke u Egeju
Za Morejskog rata odigralo se nekoliko pomorskih sukoba između sukobljenih flota, 8. rujna 1690. odigrala se bitka kod Lezbosa, 22. kolovoza 1696. bitka kod otoka Androsa, 6. srpnja 1697. bitka kod otoka Lemnos te na kraju 1698. godine bitka kod otoka Samotraki. Međutim te bitke nisu bile presudne za ishod rata, uglavnom su završavale neodlučnim ishodom i nisu pomaknule ravnotežu snaga.

### Sukobi u hrvatskim zemljama
Morejski rat vodio se i po hrvatskim krajevima u Dalmaciji, Hercegovini i Boki kotorskoj. Morejski rat u tim krajevima bio je po mnogo čemu nastavak Kandijskoga rata. Veći vojni uspjesi Mlečana u hrvatskim zemljama jesu osvajanje Sinja (30. rujna 1686.) i Knina (11. rujna 1688.) s okolicom. Time je zacrtana buduća granica sjeverne Dalmacije prema Bosni (planina Dinara). Do kraja Morejskoga rata Turci su protjerani iz svih važnijih gradova i utvrda u Dalmaciji, osim iz Imotskoga i okolice.
U Hercegovini su se vodile borbe oko Čitluka i Gabele, a zahvatile su i istočnu Hercegovinu sve do Boke kotorske i Crne Gore. U Boki kotorskoj najznačajniji događaj bio je opsjedanje (od 1. rujna) i zauzeće Herceg Novog 30. rujna 1687. Utvrdu u Novom branila je posada od 1500 vojnika, tek nakon prelaska albanskog dijela posade na mletačku stranu i gubitka strateški važne kule na obali, Herceg Novi se predao.
I u ovom sukobu kao i u prethodnom Kandijskom ratu, na strani Mlečana sudjelovali su brojni Hrvati iz Dalmacije, Hercegovine i Boke kotorske. Neki su poput Kotoranina Ivana Bolice (1637. – 1704.) bili u mletačkoj službi kao vojnici, a neki su se poput Poljičana sami uključili dignuvši bunu protiv Turaka. Poljičani su nakon bune krajem ožujka 1685., nenadano nasrnuli na tvrđavu Nućak, nedaleko od Trilja (ispod sela Garduna) na rijeci Cetini, ubrzo nakon toga sve utvrde u njihovu kraju; Zadvarje, Omiš, Kamen kod ušća rijeke Žrnovnice te Klis,  bile su u kršćanskim rukama.

## Posljedice rata
Nakon rata potpisan je Karlovački mir, u siječnju 1699., tim ugovorom potvrđena je Mletačko pravo na Kefaloniju i Moreju s otokom Eginom, koje je organizirano kao Kraljevstvo Moreja (talijanski: Regno di Morea) i podjeljeno na četiri upravne jedinice (provincije): Romania, sa sjedištem u gradu Nauplionu (njega su Mlečani zvali Napoli di Romania), Laconia, sa sjedištem u Monemvasiji  (Malvasia), Messenia, sa sjedištem u Navarinu i Achaea, sa sjedištem u Patrasu (Patrasso). 
Neposredne posljedice rata bile su demografska i gospodarska kriza na Peloponezu.
Mletačka se je Republika na bezbroj načina željela riješiti krize, ali nije uspjela osvojiti povjerenje svojih grčkih pravoslavnih podanika, koji su za Turaka imali relativnu autonomiju, a koju je zamijenila brojna mletačka birokracija. Mletačka Republika također je pokrenula veliki projekt vojnog utvrđivanja Moreje, ti veliki radovi mogu se vidjeti još i danas na brojnim mjestima i gradovima Peloponeza. Ipak Mletci su bili suviše oslabljeni da bi mogli učinkovito braniti svoj autoritet i 1715. godine Turci su ponovno zauzeli Moreju. 